# Truth Is Currency
| Recensione    | Giudizio |
| ------------- | -------- |
| Sputnik Music | 3/5      |

Truth Is Currency è il primo album del gruppo hard rock statunitense Rev Theory. L'album è stato pubblicato dalla band quando ancora si chiamava Revolution Theory.

## Tracce
1. M367 (Out of Our Hands) – 3:28
2. Slowburn – 3:22
3. After the Rain – 4:00
4. Leaving It Up to You – 3:29
5. Selfish and Cold – 4:31
6. Take Away – 4:06
7. Undone – 3:36
8. Loathe – 3:44
9. World to Burn – 3:47
10. Over the Line – 4:09

## Formazione
- Rich Luzzi - voce
- Julien Jorgensen - chitarra
- Matt McCloskey - basso, cori
- Dave Agoglia - batteria